# Едвард Дебіцький
Едвард Дебіцький (народився 4 березня 1935 року у Калуші) — поет, акордеоніст, автор і композитор музичних вистав, співавтор сценаріїв фільмів та музики до фільмів, автор понад 200 пісень.

## Життєпис
Він син Францишки Рачковської та Владислава Кшижановського. Після війни сім'я присвоїла нове прізвище — Дебіцькі. Дитинство та юність він провів у тому самому таборі, де перебувала циганська поетка Броніслава Вайс, відома як Папуша.
У 1955 році він заснував циганський музичний театр "Терно" у Ґожуві-Велькопольському та створив Асоціацію творців та друзів циганської культури Броніслави Вайс-Папуші. Завдяки Дебіцьким, міжнародні зустрічі циганських оркестрів «Роман Dyvesa» були організовані у Ґожуві-Великопольському з 1989 року.
У 1993 році вийшов том його поезії «Під відкритим небом». У 2004 році він опублікував свою книгу «Птах мертвих», де описується трагедія циганських сімей на Волині під час Другої світової війни.
У 2005 році він його нагороджено срібною, а в 2012 році золотою медаллю за заслуги перед культурою — Gloria Artis.